# Федір Олексійович
Федір III Олексійович Романов (30 травня (9 червня) 1661 — 27 квітня (7 травня) 1682; рос. дореф. Ѳеодоръ Алеѯіевичъ) — московський цар у 1676—1682 роках. Син Олексія Михайловича і його першої дружини Марії Милославської.

## Біографія
П'ятнадцятирічним, після смерті батька, був вінчаний на царство в Успенському соборі Кремля 18 червня 1676 рок.
Спочатку країною намагалася керувати мачуха, Наришкіна Наталія Кирилівна, яку родині Милославських (до якої належала його мати) вдалося згодом усунути від справ, направивши її разом з сином Петром (майбутнім Петром I) у заслання в підмосковне село Преображенське.

### Під впливом сестри Софії
Поширеною є думка, що малолітній Федір Олексійович багато хворів та не був здатним до самостійного правління. На початку царювання Федора III керівництво державою знаходилось у руках його найближчих родичів бояр Милославських; великим впливом при дворі також користувалися прозахідний патріарх Іоаким та вихователь Федора Олексійовича Симеон Полоцький. Надалі вирішальний вплив на державні справи здобули фаворити Федора Олексійовича — І. Язиков та А. Лихачов.
Ставши заручником планів сестри, яка оточила його своїми придворними і підім'яла під себе духовенство, молодий монарх намагається виправити ситуацію: «Федір вирішує під кінець, незважаючи на запеклий опір патріарха Іоакима, перевести Никона в Воскресенський монастир, а разом з тим клопоче перед східними патріархами про дозвіл Никона і про відновлення його в патріаршій гідності…»
Але позбутися опіки бояр та владолюбної сестри Федору так і не вдасться. Розуміючи, що приїзд до Москви грізного патріарха Никона означає не тільки крах надій на владу, а й неминучу кару, партія Софії не пускає того в столицю. Никон раптом помирає в дорозі:
|  | …Дозвільна грамота вже не застала Никона в живих: він помер на шляху, в Ярославлі, 17 серпня 1681, і був похований в Воскресенському монастирі як патріарх |

### Амністія разінців
Під час другої облоги Астрахані російський Князь Іван Михайлович Милославський вирішує оповістити Царя Федора про звірства там воєводи Якова Одоєвського та порушення обіцяного царем перемир'я. Для цього він відправляє до Федора Олексійовича з таємною місією шведа Людвіга Фабрициуса. «Генерал і правитель міста Боярин Іван Богданович Милославський прийняв мене дуже милостиво, повелів відразу ж видати мені 40 рублів грошей в рахунок недоотриманої платні і пообіцяв взяти мене з собою до Москви і представити за перенесені мною випробування до руки Його царської Величності… Тим часом були складені грамоти, і мене направили в Москву з таким напуттям, що якщо я затримаюся хоч на годину, то втрачу службу. З тим я, з благословення, і відбув, а через 11 днів прибув до Москви»
Так про нелюдя Одоєвського в Астрахані стає відомо Царю, який вживає заходів щодо його відкликання. Вибір припав на Фабрициуса не випадково, він був відданим іноземцем, і його не повинні були запідозрити представники Латинськох партіх, до яких належав і Одоєвський. Приїхавши зі зруйнованої Астрахані, Фабрициус зустрічає у Москві Барона Келлера, який був голландським резидентом в Москві з 1676 по 1698 роки. Це в черговий раз локалізує події «Селянської війни» Разіна, як і Астраханського походу Якова Одоєвського десятьма роками пізніше. За свій подвиг Людвіг Фабрициус буде обласканий новою православною владою. Саме з 1682 року він робить запаморочливу кар'єру дипломата і видає свої відомі матеріали. Його записки — чи не єдине джерело про астраханський похід Одоєвського: всі інші очевидці цієї трагедії були просто знищені. Місія була досить значною, він доніс Государю правду про звірства Одоєвського і про порушення перемир'я.
Саме завдяки шведу Людвігу Фабрициусу вдалося зупинити терор наприкінці грудня 1681 року: «В листах від 20 січня, які прибули з Москви, додається, що в даний час становище в Московії стало набагато спокійніше, після того як місто Астрахань повернулося під владу свого Государя, який оголосив усім бунтівникам амністію, і вона була оголошена в кінці грудня з належними церемоніями, а за нею пішла 29 січня подячна служба у всіх церквах».
Втім події наверталися як сніжний ком — йде безжальне знищення царської династії. Федора поступово усувають від справ. Влада де факто захоплюють прихильники Софії. Втім, як тільки звістка про криваві діяння царівни та бояр досягли всіх куточків Росії з Астрахані і Азова, починається похід православних сил до Москви. В історії вони відбиваються, як повстання Степана Разіна і перший Стрілецький бунт.

### Смерть царя
На початку 1682 року козацько-ординські сили підходять до Москви. Софія поспіхом вінчає Федора з представницею західних земель Московії — Марфою Матвіївною Апраксіною. Як і слід було очікувати, з другою дружиною цар прожив зовсім недовго: 27 квітня 1682 року Федір Олексійович раптово помер у віці 20 років, так і не лишивши по собі спадкоємця. Розпорядження щодо престолонаслідування теж не зробив. Похований в Архангельському соборі Московського Кремля.
Патріарх Іоаким запропонував оголосити про вінчання на царство одночасно двох царів — малолітніх братів Федора Олексійовича Івана V і Петра І, а регенткою при них сестру Софію Олексіївну.

## Результати правління
За царювання Федора Олексійовича у 1678 році був проведений загальний перепис населення; в 1679 введено подвірне оподаткування прямими податками, що збільшило податний гніт;зміцнилось централізоване управління державою: було створено розряди (військові округи), посошне оподаткування було замінене подвірним оподаткуванням (1679), зміцнювалася влада воєвод на місцях (скасовано місництво, 1682).
За правління Федора Олексійовича Московія у 1671—1681 роках вела війну з Османською імперією, під час якої відбулися Чигиринські походи 1677—1678 років. Уряд Федора Олексійовича уклав з Османською імперією Бахчисарайський мирний договір 1681, за умовами якого Лівобережна Україна з Києвом залишалася у складі Московії.

## Особисте життя
У липні 1680 одружився з донькою шляхтича з Речі Посполитої, який був на службі у Московії, Агафією Грушецькою (1663—1681). У липні 1681 цариця народила сина, царевича Іллю Федоровича, а за три дні по тому, нібито, вмерла від пологової гарячки. Царевич Ілля помер через десять днів після народження. Це була єдина дитина Федора Олексійовича.
У лютому 1682 року царя одружили вдруге з Марфою Апраксіною, що походила з невідомого вкрай незнатного роду:
|  | Возвишеніе роду їх було з того часу, коли Марфа Матвіївна А., дочка стольника Матвія Васильовича, стала дружиною овдовілого царя Феодора Олексійовича… |

За два місяці, в квітні 1682 року, Федора Олексійовича не стало.